# Beiersdorf (Sajonia)
Beiersdorf es un municipio situado en el distrito de Görlitz, en el estado federado de Sajonia (Alemania), a una altitud de 400 metros. Su población a finales de 2016 era de unos 1150 habs. y su densidad poblacional, 180 hab/km².